# 너지커니저
너지커니저(헝가리어: Nagykanizsa, 크로아티아어: Kaniža, 독일어: Großkirchen, Groß-Kanizsa, 튀르키예어: Kanije, 세르비아어: Велика Кањижа, Velika Kanjiža)는 헝가리 남서부 절러 주에 위치한 도시로, 면적은 148.40km2, 인구는 49,850명(2011년 기준), 인구 밀도는 334.35명/km2이다. 도시 이름에서 '너지'(Nagy)는 헝가리어로 "큰", "위대한"을 뜻한다. 간단히 줄여서 "커니저"(Kanizsa)라고 부르기도 한다.

## 자매 도시
- 이스라엘 아코
- 크로아티아 차코베츠
- 불가리아 카잔러크
- 오스트리아 글라이스도르프
- 루마니아 코바스나
- 독일 푸히하임
- 중국 스자좡 시
- 핀란드 살로